# Anne E. Jensen
Anne Elisabet Jensen (ur. 17 sierpnia 1951 w Kalundborgu) – duńska polityk i ekonomistka, posłanka do Parlamentu Europejskiego V, VI i VII kadencji.

## Życiorys
Ukończyła w 1978 studia z zakresu ekonomii na Uniwersytecie Kopenhaskim. Do 1994 pracowała jako ekonomista w i następnie główny ekonomista w bankach. Była też redaktorem naczelnym czasopisma „Berlingske Tidende”. Od 1994 do 1996 pełniła funkcję dyrektora konfederacji pracodawców.
W 1999 z listy liberalnej partii Venstre została deputowaną do Parlamentu Europejskiego. W latach 2002–2004 była przewodniczącą Komisji Budżetowej. W wyborach europejskich w 2004 i w 2009 uzyskiwała mandat europosła na kolejne kadencje. Zasiadała w grupie Porozumienia Liberałów i Demokratów na rzecz Europy.